# Wendy la gentille petite sorcière
Wendy la gentille petite sorcière est un personnage de comics publié par Harvey Comics. Elle est apparue pour la première fois dans le vingtième numéro du comics Casper le gentil fantôme. Le succès du personnage lui a permis de gagner son propre titre en 1960. Elle est aussi apparue dans des dessins animés produits par Harvey Comics et Famous Studios. En 1998, sort directement en vidéo le film Casper et Wendy.

## Historique
En 1952, Harvey Comics obtient les droits pour adapter en comics les personnages des dessins animés produits par Famous Studios. Casper le gentil fantôme est un des personnages qui a alors le plus de succès. En mai 1954, dans le vingtième numéro du comics qui porte son nom apparaît le personnage de Wendy, une petite sorcière qui comme Casper refuse de commettre des mauvaises actions. Le personnage est apprécié des lecteurs ce qui amène les éditeurs à faire apparaître Wendy dans plusieurs comics comme Spooky et Harvey Hits (sa première apparition dans ce comics date de mars 1958 dans le septième numéro.) dans lequel elle est un des personnages principaux. Elle apparaît aussi dans une série de dessins animés coproduits par Harvey Comics et Famous Studios. En août 1960, elle gagne son propre comics qui est suivi en 1961 d'une série dérivée intitulée Wendy Witch World. Le comics est publié jusqu'en 1973 mais les ventes déclinant il est arrêté. L'année suivante, le personnage revient dans un comics intitulé Wendy dans lequel elle fait partie d'un groupe de fille nommé The Bluebirds/Camp Fire Girls inspiré d'un comics de Casper dans lequel celui-ci est membre d'un club de scouts. Ce comics de Wendy cesse d'être publié en 1976. Le personnage disparaît alors jusqu'en 1991 quand Harvey qui avait cessé de publier des comics tente de relancer ses séries. Mais en 1994, l'échec de ces comics pour enfants oblige Harvey Comics à, de nouveau, arrêter de publier des comics. Wendy réapparaît en 1998 dans le film Casper et Wendy.

## Dessinateurs
Bien que les auteurs des comics publiés par Harvey Comics ne soient jamais crédités, il a été possible de retrouver les noms des dessinateurs principaux des comics de Wendy. Le premier à avoir dessiné le personnage est Steve Muffatti qui a ensuite été remplacé par Warren Kremer, Marty Taras et Howard Post.

## Adaptations
En 1958, après être apparu dans des comics, Wendy est adaptée en dessins animés. Le premier s'intitule Which is Witch, dans lequel la voix est assurée par Mae Questel. Par la suite, elle apparaît dans le programme télévisé The New Casper Cartoon Show, dans lequel c'est Norma MacMillan qui double sa voix.
En 1998, elle est interprétée par Hilary Duff dans le film Casper et Wendy, sorti directement en vidéo, film qui est un spin-off du film Casper, sorti en 1995.
Le 05 octobre 2001 sort un jeu vidéo sur Game Boy Color : Wendy : Every Witch Way.